# Брахітрахелопан
Брахітрахелопан (лат. Brachytrachelopan, від грец. «короткошиїй Пан») — рід короткошиїх завроподів, що жив 150—145 млн років тому (титонський ярус пізнього юрського періоду) на території нинішньої Аргентини. Досягав довжини 10—11 метрів, висоти у 3 метри та маси у 5 т.
Характерною рисою брахітрахелопана є вкрай коротка шия, що складалася всього з 12 хребців. Вона більше нагадувала шию стегозавра, ніж дикреозаврового завропода. Як і в інших членів групи дикреозаврів, у нього були високі відростки хребців на спині та стегнах, імовірно підтримували якесь утворення, схоже на вітрило. Відростки до передньої частини згинаються вперед. Це свідчить про те, що тварина часто тримала голову донизу і харчувалася з землі. Череп та хвіст у єдиного відомого скелета відсутні.
Типовий вид — Brachytrachelopan mesai. Видова назва дана на честь Даніеля Меса, місцевого пастуха, який знайшов цей екземпляр коли пошукав свою загублену вівцю. Назва роду перекладається як «короткошиїй Пан», оскільки Пан — бог пастухів.
В результаті філогенетичних аналізів, спираючись на синапоморфіі, Brachytrachelopan віднесено до родини дикреозаврові надродини Diplodocoidea.